# Coryogalops anomolus
Coryogalops anomolus är en fiskart som beskrevs av Smith, 1958. Coryogalops anomolus ingår i släktet Coryogalops och familjen smörbultsfiskar. Inga underarter finns listade i Catalogue of Life.